# Sora tob sakana
sora tob sakana（ソラトブサカナ）は、日本の女性アイドルグループ。愛称は、オサカナ。
所属事務所はテアトルアカデミー、運営・制作はFlying Penguin Records、レーベルは2020年よりNBCユニバーサル・エンターテイメントジャパン。2020年9月解散。

## 概要
2014年7月21日にSiAM&POPTUNeに次ぐ、Flying Penguin Recordsとテアトルアカデミーによる「ふらっぺidolぷろじぇくと」の第2弾ユニットとして結成された。
グループ名の由来としては「未完成が完成に近づけるように、空に飛び立っていけるように、一歩ずつ空を目指し成長して行く」という思いが込められている。また、月面ライブをすることを夢としている。
音楽プロデュースは照井順政（ハイスイノナサ、siraph）が2015年1月発表の「クラウチングスタート」から担当。
2018年5月、ワーナー ブラザース ジャパンからメジャーデビュー。2020年9月6日、日本青年館ホールでのライブをもって解散した。

## メンバー

### 解散時のメンバー
| 名前                      | 愛称       | 生年月日              | カラー |
| ------------------------- | ---------- | --------------------- | ------ |
| 寺口 夏花 てらぐち なつか | なっちゃん | 2000年8月19日（24歳） | 赤     |
| 神﨑 風花 かんざき ふうか | ふぅちゃん | 2001年9月28日（23歳） | 緑     |
| 山崎 愛 やまざき まな     | まな       | 2003年6月16日（22歳） | ピンク |

### 旧メンバー
| 名前                                | 愛称       | 生年月日              | カラー | 備考 |
| ----------------------------------- | ---------- | --------------------- | ------ | --- |
| 小西 結子 こにし ゆいこ             | ゆいちゃん | 2000年8月31日（24歳） | 黄色   | 2015年2月11日卒業。 |
| 佐藤 美緒 さとう みお               | ちゃんみお | 2000年7月9日（24歳）  | 紫     | 2015年7月20日卒業。 |
| 風間 玲マライカ かざま れいまらいか | れい       | 2001年6月5日（24歳）  | 白     | 2019年5月6日卒業。パキスタンとのハーフである。 2022年2月26日「カリスマめんざいふっ！」メンバーとして活動開始。2023年6月30日卒業。 |

## 略歴
2014年
- 7月21日、ふらっぺidolぷろじぇくと第二弾ユニットとして佐藤、寺口、小西、風間、神﨑の5人で結成。公式Twitter開始。
- 7月29日、公式ブログ開始。
- 7月30日、「SiAM&POPTUNe定期公演」のオープニングアクトでステージデビューし、本格活動開始。
- 9月20日、「sora tob sakana、ふらっぺidolぷろじぇくと生 合同イベント」にて初のオリジナル曲「DASH!!!!」初披露。
- 10月31日、アキバオンステージにてゲスト2組を招き、初の主催ライブを開催。
- 12月1日、伊藤園キャンペーン「live idol Tokyo 2015」にエントリー。

2015年
- 1月18日、「主催ライブVol.2」にて「クラウチングスタート」初披露。小西結子が2月11日をもって卒業することを発表[10]。
- 2月11日、「主催ライブVol.3～小西結子卒業公演～」にて小西結子卒業。
- 2月13日、公式YouTubeチャンネル「サカナ日記8日目」にて新メンバー山崎愛紹介。
- 2月16日、「ブロマイド公演vol.2」にて山崎愛お披露目。
- 2月27日、「ブロマイド公演vol.3」にて「Moon Swimming Weekender」初披露。
- 3月29日、「主催ライブVol.4」にて「夜空を全部」初披露。1周年記念ワンマンライブ決定を発表。
- 4月29日、「主催ライブVol.5」にて「魔法の言葉」初披露。
- 5月30日、「主催ライブVol.6」にて「My notes」初披露。
- 6月28日、「主催ライブVol.7」にて「おやすみ」初披露。
- 7月15日、公式ブログにて佐藤美緒が7月20日のワンマンライブをもって卒業することを発表[11]。
- 7月20日、新宿MARZにて結成1周年記念ファーストワンマンライブ。ソールドアウト。佐藤美緒卒業。ファーストシングルリリース決定を発表。「夏の扉」初披露。
- 8月19日、「音霊OTODAMA SEA STUDIO 2015」にてFUJIYAMA PROJECT JAPANからデビューすることを発表[注釈 2]。
- 9月8日、「ekoms presents Two Series vol.2」にて「新しい朝」初披露。
- 10月10日、1stシングル「夜空を全部」をタワーレコード新宿店限定でリリース。
- 11月26日、恵比寿CreAtoにて初の定期公演「sora tob sakana定期公演～月面の遊覧船～」開始。セカンドシングルリリース決定を発表。
- 12月31日、「定期公演～月面の遊覧船～3匹目」にて「帰り道のワンダー」初披露。

2016年
- 1月7日、「定期公演～月面の遊覧船～4匹目」にて2周年記念ワンマンライブ決定を発表。
- 2月16日、2ndシングル「魔法の言葉」リリース。
- 2月25日、「定期公演～月面の遊覧船～5匹目」にて「広告の街」初披露。
- 3月31日、「定期公演～月面の遊覧船～7匹目」にて「まぶしい」初披露。
- 4月28日、「定期公演～月面の遊覧船～9匹目」にて「ケサランパサラン」初披露。ファーストアルバムリリース決定を発表。
- 5月10日、公式サイト開設。
- 5月23日、「定期公演～月面の遊覧船～11匹目」にて「Summer Plan」初披露。
- 6月23日、「定期公演～月面の遊覧船～13匹目」にて「夢の盗賊」（ワンコーラスのみ）初披露。
- 7月1日、『アイドルお宝くじ』（テレビ朝日）初出演、1位を獲得。
- 7月3日、「アイドル横丁夏まつり!!〜2016〜 」メインステージ（横丁一番地）に初登場。
- 7月23日、渋谷WWWにて2周年記念ワンマンライブ。ソールドアウト。1stアルバム『sora tob sakana』を会場先行でリリース。「透明な怪物」初披露。
- 8月5日、「TOKYO IDOL FESTIVAL」初出演。
- 9月4日、「定期公演～月面の遊覧船～15匹目」にて「タイムマシンにさよなら」初披露。
- 9月24日、「@JAM EXPO」初出演。
- 11月17日、「定期公演～月面の遊覧船～20匹目」にて「夜間飛行」初披露。
- 12月15日、「定期公演～月面の遊覧船～22匹目」にて「tokyo sinewave」初披露。

2017年
- 1月2日、「TIP × @JAM ニューイヤープレミアムパーティー2017」にてNewYear Stage（Zepp DiverCity）に登場。ファーストミニアルバムリリース決定を発表。
- 1月26日、「定期公演～月面の遊覧船～24匹目」にて「silver」初披露。
- 2月11日、初の2マン企画「sora tob sakana presents. ～月面の扉～」開始。
- 2月23日、「定期公演～月面の遊覧船～26匹目」にて新曲（タイトル未定）初披露[注釈 3]。
- 4月6日、「定期公演～月面の遊覧船～29匹目」にて「ribbon」初披露。
- 4月11日、1stミニアルバム「cocoon ep」リリース。
- 4月30日、恵比寿LIQUIDROOMにて初の全編バンドセットによる単独公演を開催。ソールドアウト。3周年記念ワンマンライブ決定を発表。
- 6月3日、「定期公演～月面の遊覧船～33匹目」にて「Brand New Blue」初披露。
- 7月7日、＠JAM ALLSTARS 2017メンバーに神﨑の参加を発表[12]。
- 7月17日、渋谷WWW Xにて3周年記念ワンマンライブ。ソールドアウト。
- 8月4日、「TOKYO IDOL FESTIVAL 2017」メインステージ（HOT STAGE）初登場。
- 8月26日、「@JAM EXPO 2017」メインステージ（ストロベリーステージ）に東京女子流とのコラボで初登場。
- 8月10日〜11日、台湾にて「第18回 漫画博覧会」に出演。初の海外遠征。
- 9月9日、「定期公演～月面の遊覧船～番外編」にて「鋭角な日常」初披露。
- 11月12日、名古屋JAMMIN'にて「定期公演 ～月面の遊覧船 名古屋編～」を開催。
- 11月19日、北堀江club vijonにて「定期公演 ～月面の遊覧船 大阪編～」を開催。

2018年
- 2月12日、中野サンプラザにて主催ライブ「天体の音楽会」を開催。ワーナー ブラザース ジャパンからのメジャーデビューミニアルバムリリースと4周年記念ワンマンライブ決定を発表。「Lightpool」初披露。
- 3月24日、公式サイトリニューアル。公式Instagram開始。ミュージックパーク」にてTVアニメ『ハイスコアガール』OPテーマの担当決定を発表。「Lighthouse」初披露。
- 4月5日、初のラジオ冠番組となる『sora tob sakanaの飛ばなきゃ損損!!』が文化放送にて放送開始[13]。
- 5月6日、「ビバラポップ!」にて、さいたまスーパーアリーナ初登場。
- 5月16日、メジャーデビューミニアルバム「alight ep」リリース。
- 6月3日、「風間玲マライカ 生誕祭」にて「蜃気楼の国」初披露。
- 7月1日、東京国際フォーラムホールCにてワンマンライブ。「New Stranger」初披露。
- 7月24日～8月6日、HMV&BOOKS SHIBUYA 7F特設スペースにてパネル展開催[14]。
- 7月25日、メジャー1stシングル「New Stranger」リリース。
- 8月25日、「@JAM EXPO 2018」メインステージ（ストロベリーステージ）単独初登場。
- 8月30日、50回目の定期公演のお祝いに限定ドリンクsora tob sodaを会場限定販売[15]。
- 9月2日、「定期公演 ～月面の遊覧船 特別編～」にて「発見」初披露。
- 9月24日、「熱々ナイト」にてテレビ埼玉『熱波』10月からのレギュラーアシスタント決定を発表。
- 10月27日、「月面の扉～Vol.5」にて初の配信限定シングルリリース決定を発表。
- 11月23日、配信限定シングル「アルファルド」リリース。
- 11月25日、「月面の扉～Vol.6」にて「アルファルド」初披露。
- 12月16日、「月面の扉～Vol.7」にてメジャー1stフルアルバムリリース決定を発表。

2019年
- 1月13日、「定期公演～月面の遊覧船～57匹目」にて「knock!knock!」初披露。
- 1月14日、「ふるさと祭り東京」のふるさとステージにて東京ドーム初登場。
- 2月17日、Zepp Tokyoにて主催ライブ「天体の音楽会 Vol.2」を開催。「WALK」初披露。
- 2月26日、公式サイトにて風間玲マライカが5月6日の卒業公演をもって卒業することを発表[16]。
- 3月12日～3月18日、タワーレコード新宿店 8Ｆ特設コーナーにてパネル展開催[17]。
- 3月12日～3月24日、HMV&BOOKS SHIBUYA 7F特設スペースにてパネル展開催[18]。
- 3月13日、メジャー1stフルアルバム『World Fragment Tour』リリース。
- 3月21日、新宿LOFTで行われた「release!!」にて「シューティングスター・ランデブー」初披露。
- 5月6日、卒業公演にて風間玲マライカ卒業。「ありふれた群青」初披露。
- 5月25日、「定期公演～月面の遊覧船～64匹目」にてLIVE TOUR 2019「天球の地図」の開催、7⽉にTVアニメ『ダンジョンに出会いを求めるのは間違っているだろうかⅡ』のEDテーマの担当とシングルのリリース、10月にTVアニメ『ハイスコアガールⅡ』OPテーマ担当の決定を発表[19]。
- 7月6日、代官山UNITにて初の単独ライブツアー「天球の地図」東京公演を開催。「嘘つきたちに暇はない」「ささやかな祝祭」「ブルー、イエロー、オレンジ、グリーン」初披露。
- 7月21日、結成５周年記念日に246ライブハウスGABUにて単独ライブツアー「天球の地図」大阪公演を開催。「タイムトラベルして」初披露。
- 7月24日、メジャー2ndシングル「ささやかな祝祭」リリース[20]。
- 8月12日、JAMMIN'にて単独ライブツアー「天球の地図」名古屋公演を開催。「FASHION」初披露。10月から3カ月連続開催2マン企画「月面の扉」の開催を発表[21]。
- 9月22日、ヒューリックホール東京にて単独ライブツアー「天球の地図」東京公演ファイナルを開催。「World Fragment」初披露。2部は「5th anniversary oneman live」としてband setで開催。新衣装披露、「flash」「流星の行方」初披露[22][23]。
- 10月10日、配信シングル「流星の行方」リリース。
- 11月12日、タワーレコード新宿店で行われた「flash」発売記念イベントにて「パレードがはじまる」初披露。2020年2月の「天体の音楽会Vol.3」開催を発表[24]。
- 11月13日、メジャー3rdシングル「flash」リリース[25]。
- 12月19日、「定期公演～月面の遊覧船～72匹目」にて「乱反射の季節」初披露。

2020年
- 2月8日、主催ライブ「天体の音楽会 Vol.3」を初のサーキット形式、TSUTAYA O-EAST、TSUTAYA O-WEST、duo MUSIC EXCHANGEの３会場にて開催[26]。
- 4月26日、「関ジャム 完全燃SHOW」（テレビ朝日系）にて、sora tob sakanaらの“斬新な魅力”が徹底解剖される[27][28]。
- 5月22日、公式サイトにて9月6日開催のワンマンライブをもって解散することと最後の単独ライブツアー「sora tob sakana LAST LIVE TOUR」開催決定を発表[29]。
- 6月21日、evoLにて「sora tob sakana LAST LIVE TOUR」福岡公演を開催。新衣装お披露目[30]。
- 6月28日、246ライブハウス GABUにて「sora tob sakana LAST LIVE TOUR」大阪公演を開催。「信号」初披露[30]。
- 7月18日、名古屋インターナショナルレジェンドホールにて「sora tob sakana LAST LIVE TOUR」名古屋公演を開催[30]。
- 8月5日、ラストアルバム『deep blue』リリース[30]。
- 8月10日、赤羽ReNY alphaにて「sora tob sakana LAST LIVE TOUR」東京公演を開催。
- 9月6日、日本青年館ホールにて行われた「sora tob sakana last oneman live『untie』」をもって解散[31]。

2024年
- 3月19日～20日、LOFT9 Shibuyaにて神﨑風花 presents「学生最後の春休み vol.1～3」を開催[32]。

## 作品
順位は、オリコン週間ランキング最高位

### シングル
| # | 発売日         | タイトル       | 規格品番                    | 収録曲                                                                                  | 順位  | 備考                                                                              |
| - | -------------- | -------------- | --------------------------- | --------------------------------------------------------------------------------------- | ----- | --------------------------------------------------------------------------------- |
| 1 | 2015年10月10日 | 夜空を全部     | FPJ-40001                   | 1. 夜空を全部 2. Moon Swimming Weekender 3. クラウチングスタート                        | 108位 | タワーレコード新宿店限定販売（10月27日に全国発売）                                |
| 2 | 2016年2月16日  | 魔法の言葉     | FPJ-40002                   | 1. 魔法の言葉 2. 新しい朝 3. 広告の街 4. 魔法の言葉（instrumental）                     | 40位  |                                                                                   |
| 3 | 2018年7月25日  | New Stranger   | 1000723083 (アーティスト盤) | 1. New Stranger 2. silver 3. 発見                                                       | 43位  | 表題曲はアニメ「ハイスコアガール」OPテーマ                                        |
| 3 | 2018年7月25日  | New Stranger   | 1000723085 （通常盤）       | 1. New Stranger 2. New Stranger-TV Size- 3. New Stranger-More PicoPico Remix-           | 43位  | 表題曲はアニメ「ハイスコアガール」OPテーマ                                        |
| 4 | 2019年7月24日  | ささやかな祝祭 | 1000746064 (アーティスト盤) | 1. ささやかな祝祭 2. 乱反射の季節 3. ブルー、イエロー、オレンジ、グリーン               | 45位  | TVアニメ「ダンジョンに出会いを求めるのは間違っているだろうかⅡ」エンディングテーマ |
| 4 | 2019年7月24日  | ささやかな祝祭 | 1000746065 （通常盤）       | 1. ささやかな祝祭 2. ささやかな祝祭-TV Size- 3. ささやかな祝祭-パソコン音楽クラブRemix- | 45位  | TVアニメ「ダンジョンに出会いを求めるのは間違っているだろうかⅡ」エンディングテーマ |
| 5 | 2019年11月13日 | flash          | 1000749884 (アーティスト盤) | 1. flash 2. パレードがはじまる 3. 踊り子たち                                            | 40位  | TVアニメ「ハイスコアガールⅡ」オープニングテーマ                                   |
| 5 | 2019年11月13日 | flash          | 1000749885 （通常盤）       | 1. flash 2. flash-TV Size- 3. flash-YMCK Remix-                                         | 40位  | TVアニメ「ハイスコアガールⅡ」オープニングテーマ                                   |

#### 配信
| 発売日         | タイトル     | 規格品番   | 備考                                                                                           |
| -------------- | ------------ | ---------- | ---------------------------------------------------------------------------------------------- |
| 2018年11月23日 | アルファルド | 1000739365 | 配信限定販売                                                                                   |
| 2019年10月10日 | 流星の行方   | 1000750749 | スマホゲーム「ダンジョンに出会いを求めるのは間違っているだろうか～メモリア・フレーゼ～」主題歌 |

### アルバム
| # | 発売日        | タイトル                | 規格品番                    | 順位  | 備考                                                                |
| - | ------------- | ----------------------- | --------------------------- | ----- | ------------------------------------------------------------------- |
| 1 | 2016年7月23日 | sora tob sakana         | FPJ-40003（初回盤）         | 110位 | 初回盤はライブ会場限定販売                                          |
| 1 | 2016年7月26日 | sora tob sakana         | FPJ-40004（通常盤）         | 110位 | 初回盤はライブ会場限定販売                                          |
| 2 | 2019年3月13日 | World Fragment Tour     | 1000740819 (初回生産限定盤) | 31位  |                                                                     |
| 2 | 2019年3月13日 | World Fragment Tour     | 1000740820 (DVD付盤)        | 31位  |                                                                     |
| 2 | 2019年3月13日 | World Fragment Tour     | 1000740821 (通常盤)         | 31位  |                                                                     |
| 3 | 2020年8月5日  | deep blue               | GNCA-1574 (BD付初回限定盤)  | 20位  | 現体制にて再レコーディングした9曲と新曲「信号」「untie」の2曲を収録 |
| 3 | 2020年8月5日  | deep blue               | GNCA-1575 (DVD付初回限定盤) | 20位  | 現体制にて再レコーディングした9曲と新曲「信号」「untie」の2曲を収録 |
| 3 | 2020年8月5日  | deep blue               | GNCA-1576 (通常盤)          | 20位  | 現体制にて再レコーディングした9曲と新曲「信号」「untie」の2曲を収録 |
| - | 2020年8月10日 | deep blue-Instrumental- | GNCT-0024                   | -     | 「あにばーさる」（NBCユニバーサル公式オンラインショップ）限定発売   |

### ミニアルバム
| # | 発売日        | タイトル  | 規格品番   | 収録曲                                                                                      | 順位 | 備考                                                                                 |
| - | ------------- | --------- | ---------- | ------------------------------------------------------------------------------------------- | ---- | ------------------------------------------------------------------------------------ |
| 1 | 2017年4月11日 | cocoon ep | FPJ-40005  | 1. ribbon 2. タイムマシンにさよなら 3. 夢の盗賊 4. tokyo sinewave 5. 透明な怪物 6. 夜間飛行 | 35位 |                                                                                      |
| 2 | 2018年5月16日 | alight ep | 1000720330 | 1. Lightpool 2. 鋭角な日常 3. 秘密 4. Brand New blue 5. 蜃気楼の国 6. Lighthouse            | 29位 | メジャーで初のリリース 「Lightpool」がテレビ埼玉「熱波」2018年５月度のオープニング曲 |

### 映像作品
| # | 発売日        | タイトル                                                      | 規格品番 | 形態 | 順位  | 備考                                           |
| - | ------------- | ------------------------------------------------------------- | -------- | ---- | ----- | ---------------------------------------------- |
| 1 | 2017年7月22日 | sora tob sakana 単独公演 月面の音楽隊 2017.4.30 at LIQUIDROOM | FPJD-008 | DVD  | 148位 | 「アイドル横丁夏まつり!!〜2017〜」にて先行発売 |

### 参加作品
E TICKET PRODUCTION
- 『E TICKET RAP SHOW』（2017年1月10日、IDOL NEWSING）

「AS ONE feat.寺口夏花&山崎愛(sora tob sakana)」に寺口と山崎が参加。
- 『ILLNINAL vol.1』（2017年9月20日、IDOL NEWSING）

「FUN FOR FUN feat.風間玲マライカ＆神﨑風花(sora tob sakana)」と「ILLNINAL feat.青山ひかる,風間玲マライカ＆神﨑風花(sora tob sakana)」に風間と神﨑が参加。
- 『E TICKET RAP SHOW 2』（2018年4月4日、IDOL NEWSING）

「FUN FOR FUN feat.風間玲マライカ＆神﨑風花(sora tob sakana)」と「ILLNINAL feat.青山ひかる,風間玲マライカ＆神﨑風花(sora tob sakana),南端まいな＆野本ゆめか（アイドルネッサンス）,Summer Rocket,水春（桜エビ〜ず）」に風間と神﨑が参加。

## ライブ・イベント

### 舞台
- HAPPY MAP（2018年1月19日=1公演・20日=3公演・21日=2公演、作:中原崇・演出:福地貴明、ワーサルシアター八幡山） - ツバサ 役(風間)・さくら 役(神﨑)

## 出演

### テレビ
- STEP UP GIRLS!（2014年10月18日、(テレビ神奈川）
- アイドル魂なだれ坂ロック!（2016年5月15日、BSジャパン） - 神﨑・山崎
- アイドルお宝くじ（2016年7月1日・7月8日・10月21日・11月11日・2017年6月16日・8月18日、テレビ朝日）
- ＃ハイ_ポール（2017年1月19日、フジテレビ） - 2016年12月24日に行われた「フジさんのヨコ」ステージの模様
- アイドル魂なだれ坂ロック!（2017年2月26日、BSジャパン） - VTR出演
- この指と〜まれ! #10（2017年7月7日、フジテレビ） - チェアマン:指原莉乃 [78] 「この指と～まれ」#10出演 sora tob sakanaコメント
- チャンネルΣ・アイドル223組大集合! 世界最大のアイドルイベントの魅力を徹底解説! TOKYO IDOL FESTIVAL2017真っ最中! 生放送スペシャル!（2017年8月5日、フジテレビ）
- 東京アイドル戦線（2017年8月10日、テレビ東京）  - 3周年ワンマンライブの模様、インタビュー
- 関内デビル（2018年5月7日 - 11日、テレビ神奈川） - ウィークリーゲスト
- 超! アイドル戦線（2018年5月17日・24日、TOKYO MX） - 定期公演スペシャルライブの模様、インタビュー
- 熱波（テレビ埼玉）

（2018年7月19日）- 神﨑・寺口
（2018年9月13日・20日） - 寺口・山崎
（2018年10月4日 - 2019年9月26日）- 毎週木曜、レギュラーアシスタント
コーナー「寺口夏花だから聞けるここだけの話」(2018年10月11日〜2019年5月2日、8月8日〜9月12日)「ザキヤマのおしえてパイセン」(2019年5月30日〜8月1日）
- 本能Z（2018年10月3日、CBCテレビ） - ▼次世代アーティスト発掘 現役中高生アイドル「sora tob sakana」
- 真夏のアイドル大博覧会　@JAM EXPO 2018 ストロベリーステージ　完全版スペシャル！！ DAY1 (2018年10月20日、日テレプラス)
- 実話怪談倶楽部（2018年12月24日、フジテレビONE） - 第十六怪、寺口
- VIVA LA ROCK EXTRA ビバラポップ！2019 (2019年7月10日、フジテレビNEXT）-  5月2日に行われたステージの模様
- シブヤノオト (2019年7月20日、NHK)
- @JAM TV powered by LIVE DAM STADIUM (2019年7月21日、日テレプラス)
- HOT WAVE (テレビ埼玉)

(2019年10月6日～10月27日) -【ミニコーナー】sora tob sakana ライブツアー2019 「天球の地図」最終日２公演 密着取材①～④
(2019年11月3日～2020年3月29日) -【ミニコーナー】「sora tob sakanaの音楽の扉」、ゲスト出演(11月3日)
(2020年8月2日) - ゲスト出演
- 真夏のアイドル大博覧会　@JAM EXPO 2019 ストロベリーステージ　完全版スペシャル！！ DAY1 (2019年10月19日、日テレプラス)
- アニソン！プレミアム！ (2019年11月10日、NHK BSプレミアム)
- カワイク大爛闘(だいらんとう)！バトルロアイドル　Vol.1 (2020年3月28日、日テレプラス) - はちみつロケットとバトル
- カワイク大爛闘(だいらんとう)！バトルロアイドル　#1 (2020年4月9日、BS日テレ) - はちみつロケットとバトル
- カワイク大爛闘(だいらんとう)！バトルロアイドル　#3 (2020年6月10日、日本テレビ) - はちみつロケットとバトル、おうちでアイドルーティーン 神﨑「ウクレレ練習」
- ＠JAM ONLINE FESTIVAL 2020  Purpleステージ　完全版スペシャル！！ DAY1 (2020年11月6日、日テレプラス)
- sora tob sakana last oneman live「untie」(2021年4月25日、衛星劇場)

### ラジオ (レギュラー)
- Music Spice!（2017年7月4日 - 2018年3月27日、FM-FUJI）- 毎週火曜担当
- sora tob sakanaの飛ばなきゃ損損!!（2018年4月5日 - 2020年3月26日、文化放送） - 毎週木曜深夜

### ライブ動画配信
- Kawaiian TV LIVE サンデー♯3【1部】（2015年1月25日、Kawaiian TV）
- アイ情♡生診断DNA 〜fresh〜♯5（2015年12月11日、Kawaiian TV）- 生放送[79]
- こちょこちょ横丁 ＃39〜#43（2016年10月26日 - 12月21日、Kawaiian TV）- 5回にわたって特集
- TOKYO IDOL 会議中〜コラボ組み合わせ抽選会〜（2017年5月26日、ニコニコ生放送） - 寺口のみ、番組内でTIF 2017のコラボ相手を抽選し、フィロソフィーのダンスに決定
- 矢口真里の火曜The NIGHT（2017年11月1日、AbemaTV） - 寺口・山崎[80][81]
- 生のアイドルが好き（2018年7月31日、ニコニコ生放送） - 神﨑・寺口、MC：松村沙友理、中田花奈（乃木坂46）
- ダンまち情報局オラジオZ（2019年10月8日、YouTube Live） - #90 MC:石上静香x千菅春香
- ＠JAM応援宣言！「＠JAM THE WORLD」 (2020年7月20日、MixChannel)

SHOWROOM配信
- 東京アイドル劇場 Showroom支店（2015年3月24日）- 3月15日に出演した東京アイドル劇場の模様
- @JAM EXPO 2015 横アリでちゃいまSHOWROOM（Aブロック）「空飛ぶ水族館」（2015年6月9日〜6月22日）
- 「空飛ぶ水族館」（2015年7月30日・8月9日・8月29日）
- sora tob sakana 2周年記念ワンマンライブ「境界線上のサカナ」&1stアルバム「sora tob sakana」発売直前SP（2016年7月13日）
- sora tob sakana レギュラー番組「aquarium in the sky」-2016年8月1日の初回番組内でタイトル決めを行い、寺口案を採用[82] (2016年8月〜2017年11月-毎月２回、2017年12月〜2018年5月-毎月1回、2018年8月20日）
- ＠JAM応援宣言!「＠JAM THE WORLD」

（2016年10月10日） - 寺口
（2017年4月10日） - 風間・神﨑
（2017年7月24日） - 神﨑
（2017年10月30日） - 神﨑・寺口
（2018年2月19日） - 神﨑・寺口
（2018年5月14日） - 風間・神﨑
（2019年5月20日） - 寺口
（2020年2月17日） - 神﨑・寺口・山崎

### 雑誌
- グラビアザテレビジョン（2016年9月7日、KADOKAWA）
- 週刊ザテレビジョン 42号（2016年10月12日、KADOKAWA）
- Rocket vol.3 (2016年11月1日、Rocket Base） - 寺口、山崎 [83]
- ENTAME (エンタメ) 2017年1月号（2016年11月30日、徳間書店）
- BUBKA 2017年7月号（2017年5月31日、白夜書房）
- MARQUEE Vol.121（2017年6月10日、マーキー編集部）
- 週刊プレイボーイ 2017年8月14日号（2017年7月31日、集英社）
- MARQUEE Vol.126（2018年4月10日、マーキー編集部）
- 月刊少年チャンピオン 2019年9月号 (2019年8月6日、秋田書店) - 「カワイイのテッペン目指すんだ‼︎」第10回ゲスト:寺口
- QuickJapan146（2019年10月26日、太田出版）- 【INTERVIEW&REPORT】
- フォトテクニックデジタル 2020年2月号 (2020年1月20日、玄光社) - 神﨑風花×青山裕企 髪は短し 恋せよ乙女⑧
- VDC Magazine 016（2020年7月25日、VDC Magazine編集部） - 表紙、sora tob sakana特集
- LIG（LIVE IDOL GRAVURE）“season2”（2021年8月10日、LIG COLLECTION）[01] 熊澤風花(Task have Fun）×神﨑風花(元・sora tob sakana)